# Arteria dorsal de la escápula
La arteria dorsal de la escápula es una arteria que se origina en la porción segunda o tercera de la arteria subclavia o como rama profunda de la arteria cervical transversa (ramus profundus arteriae transversae cervicis). No presenta ramas. Irriga los músculos elevador de la escápula, romboides mayor, romboides menor y trapecio.

## Origen y trayecto
Nace más frecuentemente de la arteria subclavia (la segunda o tercera porciones), pero en un cuarto de los casos nace de la arteria transversa del cuello. En ese caso, la arteria es conocida como rama profunda de la arteria transversa del cuello, y la unión de ambas es conocida como tronco cervicodorsal.
Discurre bajo el músculo elevador de la escápula hacia el ángulo superior o medial de la escápula, y luego desciende bajo los músculos romboides a lo largo del borde medial o vertebral de la escápula, llegando al ángulo inferior. Irriga a los músculos romboides, dorsal ancho y trapecio, y se anastomosa con las arterias supraescapular y subescapular, y con algunas ramas de las arterias intercostales.

## Distribución
Se distribuye hacia los músculos romboides, dorsal ancho y trapecio.

## Imágenes adicionales

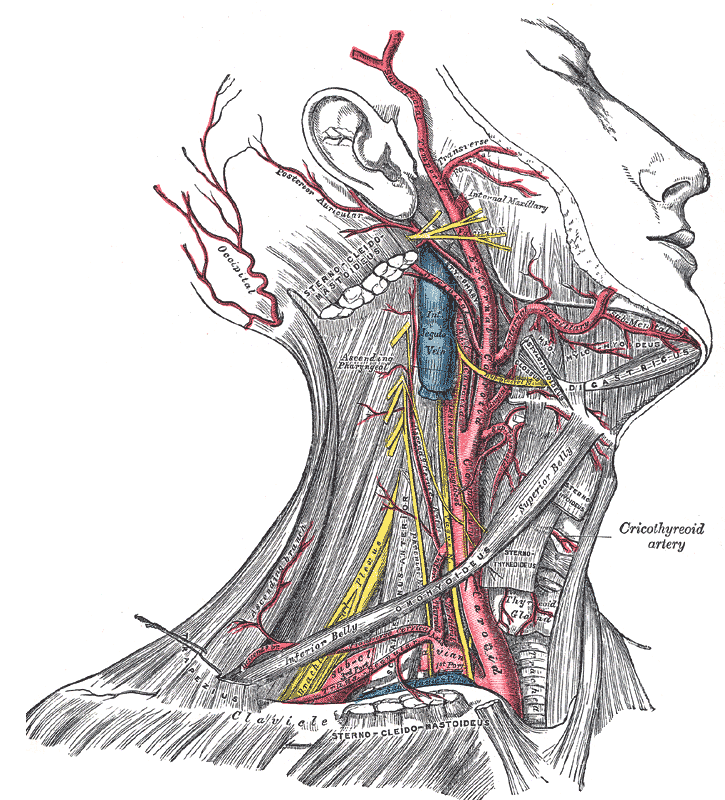
Disección superficial del lado derecho del cuello, mostrando las arterias carótidas y subclavia.